# Forrest City (Arkansas)
Forrest City település az Amerikai Egyesült Államok Arkansas államában, Saint Francis megyében, melynek megyeszékhelye is. Lakosainak száma 13 015 fő (2020. április 1.).

## Népesség
A település népességének változása:

| 2010 | 15 371 |
| 2020 | 13 015 |